# Mahjoub Tobji
Mahjoub Tobji (àrab: محجوب الطوبجي, Maḥjūb aṭ-Ṭūbjī) (Meknes, 1942) és un comandant retirat de l'Exèrcit Reial del Marroc. Va comandar un batalló de soldats saharauis durant la guerra del Sàhara Occidental i fou l'ajudant de camp del general Ahmed Dlimi. A la mort d'aquest va ser detingut arbitràriament, però va poder escapar de presó i va fugir a França. Va tornar al Marroc després d'aconseguir reunir-se amb Hassan II durant les seves vacances a França a l'Hotel Le Crillon.
En 2006 va publicar el llibre Les Officiers de Sa Majesté sobre l'exèrcit marroquí i les seves operacions durant els desplegaments a la guerra del Yom Kippur i al Sàhara Occidental. En aquest llibre va destacar el general Housni Benslimane com l'home més poderós al Marroc, responsable del seu empresonament i altres exaccions contra els dissidents marroquins, que van ser atribuïdes a Driss Basri.
Després de la publicació del seu llibre es va enfrontar a algunes intimidacions en el seu exili a França. Va deixar de rebre la seva pensió bruscament al novembre de 2012, i només es va restablir després que va fer una vaga de fam.